# Sălcuța (Dolj)
Pour les articles homonymes, voir Sălcuța.
Sălcuța est une commune roumaine située dans le județ de Dolj.